# Zruč-Senec
Zruč-Senec je obec v okrese Plzeň-sever v Plzeňském kraji, sedm kilometrů severovýchodně od Plzně. Žije v ní přibližně 3 500 obyvatel.

## Historie
Dne 1. července 1991 byla celá obec Zruč přejmenována na Zruč-Senec.

## Obyvatelstvo
Zruč–Senec byla s počtem 3486 obyvatel k 1. lednu 2024 druhou nejlidnatější obcí v Plzeňském kraji, která nemá status města.
| Rok            | 1869 | 1880 | 1890 | 1900  | 1910  | 1921  | 1930  | 1950  | 1961  | 1970  | 1980  | 1991  | 2001  | 2011  | 2021  |
| -------------- | ---- | ---- | ---- | ----- | ----- | ----- | ----- | ----- | ----- | ----- | ----- | ----- | ----- | ----- | ----- |
| Počet obyvatel | 503  | 667  | 849  | 1 060 | 1 116 | 1 090 | 1 403 | 1 638 | 1 903 | 1 991 | 2 105 | 2 113 | 2 363 | 2 999 | 3 451 |
| Počet domů     | 73   | 95   | 114  | 136   | 144   | 154   | 258   | 465   | 473   | 509   | 568   | 661   | 780   | 922   | 1 170 |

## Obecní správa

### Části obce
- Senec
- Zruč

### Obecní symboly
Dne 25. dubna 2018 bylo schváleno usnesením výboru pro vědu, vzdělání, kulturu, mládež a tělovýchovu udělení znaku a vlajky obce. Znak a vlajka byly obci uděleny rozhodnutím předsedy Poslanecké sněmovny Parlamentu České republiky dne 3. května 2018.

## Infrastruktura

### Doprava
Obec leží na silnici 231/II a 180/II. Je propojena pravidelnými autobusovými spoji s městem Plzeň. Mnoho malých silnic na území obce není ještě pokryto asfaltem, ale v posledních letech se situace výrazně zlepšuje. Nejbližší železniční zastávkou je Plzeň-Orlík (dříve Třemošná-zastávka).

### Služby
V obci působí dva praktičtí lékaři a sídlí zde společnost Otto Bock ČR, specializující se na výrobu protetických pomůcek. Na obecním úřadě se nachází také pobočka České pošty. V centru obce, vedle obecního úřadu, je obchod COOP, naproti němu potraviny a cukrárna. V ulici U Pomníku se nachází také prodejna „Můj obchod - potraviny v Senci,“ která nabízí kromě potravin také oblečení. Na křižovatce silnic 180 a 231 je autobazar, a prodejna domácích potřeb Horák se nachází v Senci.
Obec má mateřskou školu i Masarykovu základní školu. Sportovní vyžití zajišťují dva sportovní areály – jeden s multifunkčním hřištěm a druhý s fotbalovým hřištěm. Obec nemá vlastní hřbitov, nejbližší je v Druztové.

## Další fotografie

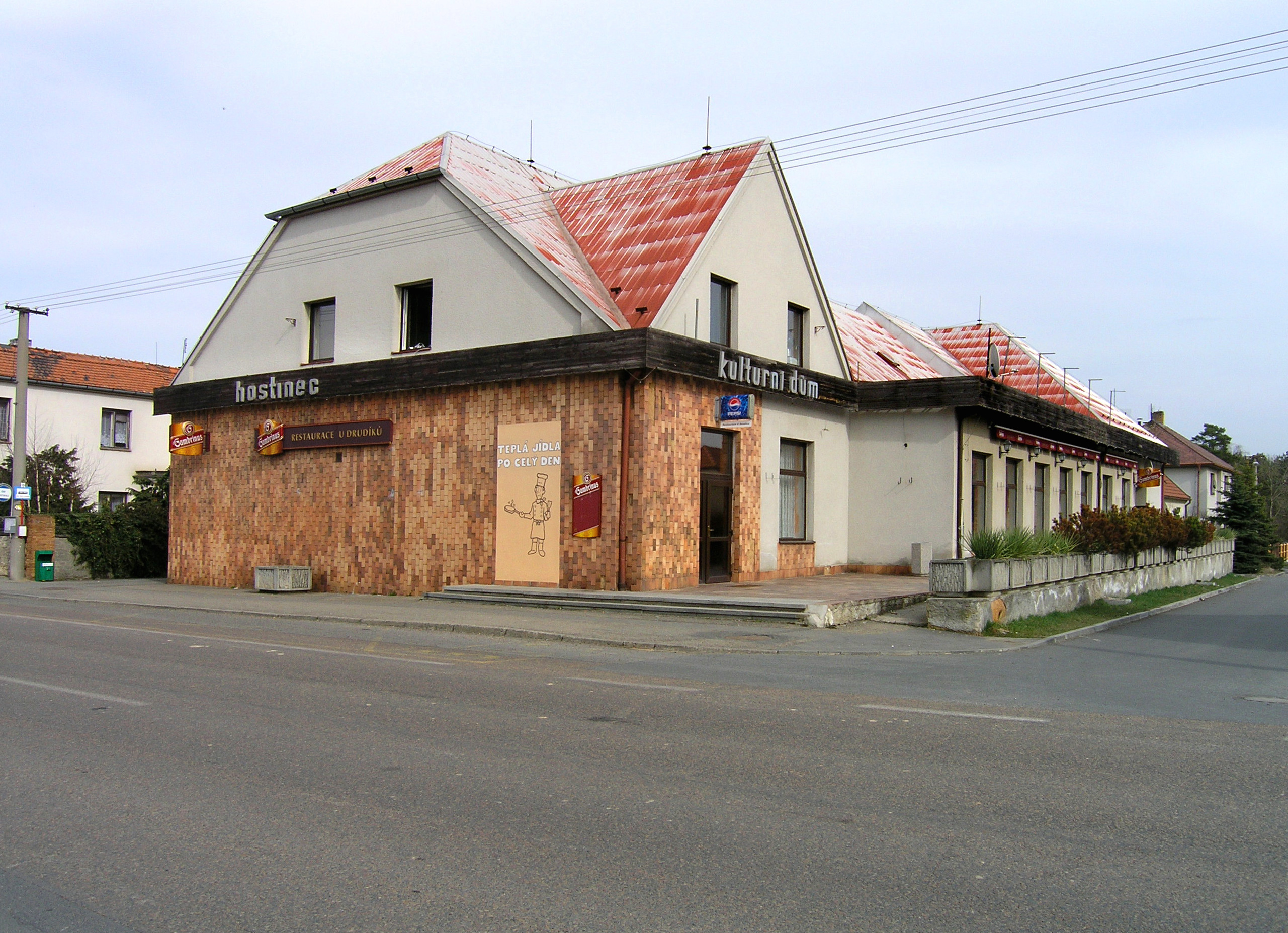
Bývalá restaurace U Drudíků a kulturní dům
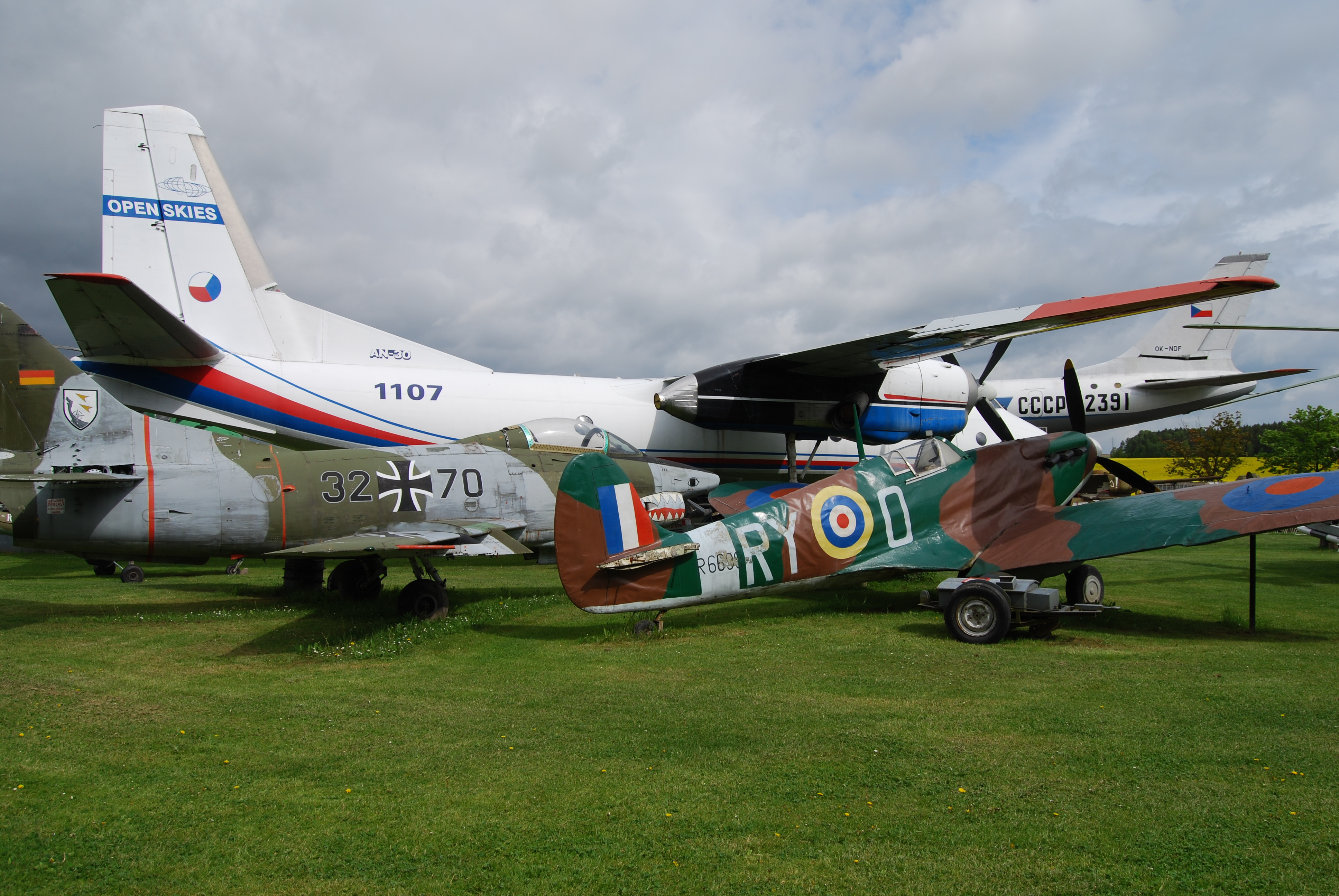
Air Park